# Wo (kana)
を in hiragana o ヲ in katakana sono due kana giapponesi che rappresentano una mora, WO. La loro pronuncia è oggi /o/, anche se anticamente era pronunciato  /ɰᵝo/.
È l'unico kana ad avere esclusivamente la funzione di particella grammaticale: serve per indicare il complemento oggetto nella frase ma non si differenzia in pronuncia da お.
Nel periodo Nara,  を era distinto da お (O), ed era pronunciato /ɰᵝo/, usato normalmente nell'uso della formazione delle parole, per esempio をとこ( [ɰᵝɔtɔko] 男, uomo)e をんな ( [ɰᵝɔŋˈna]女, donna).
All'inizio del periodo Heian, ci fu un cambiamento di pronuncia della serie H (ひ,へ,は,ほ eccetto ふ) in cui ほ passò dall'essere pronunciato "ɸo" a "ɰᵝo" in posizione intervocalica, questo creò conflitto nella pronuncia e を venne con il tempo pronunciato solo come "o".
Dal Periodo Kamakura non esisteva più differenza in suono da を e お, anche se venne tenuto come scrittura alternativa di お fino al 1946, quando ne venne stabilito l'uso moderno.
La variante Katakana è usata raramente in alcuni nomi per dare folklore, occupano il 45º posto nel sillabario rispettivo, tra わ e ん.

## Origine
L'hiragana を e il katakana ヲ provengono, tramite il man'yōgana, dai kanji 遠 e 乎.

## Scrittura

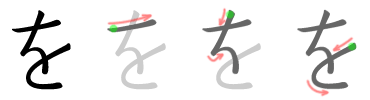
Stile di scrittura di を

Lo hiragana を è composto da tre tratti:
1. In alto, tracciare un segno da sinistra verso destra in orizzontale.
2. Poco più in alto del primo segno un tratto in diagonale leggermente curvato; alla fine di esso una curva brusca puntata verso l'alto per poi terminare verso il basso.
3. A fianco della parte finale del secondo segno un tratto semicurvo quasi a formare una "U".

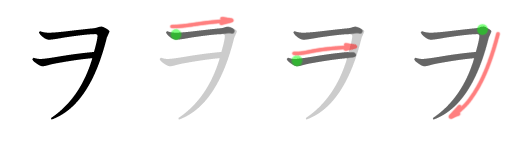
Stile di scrittura di ヲ

Il katakana ヲ è composto da tre tratti:
1. Primo tratto orizzontale.
2. Secondo tratto orizzontale, più in basso rispetto al primo.
3. Terzo tratto diagonale curvo dall'alto verso il basso.